# SOS BATSU
『SOS BATSU』（エス・オー・エス・バツ）は、大事MANブラザーズバンド5枚目のオリジナル・アルバム。1995年4月21日に日本コロムビアより発売。

## 概要
メンバー・チェンジを経て発売されたが、事実上のラスト・アルバム。今作はゲスト・プロデューサーのMAURICE WHITEや、多くのゲスト・ミュージシャンを迎えた作品。今作のレコーディングはロサンゼルスで行われている。

## 収録曲
全作詞・作曲：立川俊之（特記以外）
1. 本当なら
Produced & Arranged by Alan Hewitt
2. どれがそう これがそう
Produced & Arranged by Bill Meyers・Jimi Randolph
3. 君のために星が降るよ
作曲：立川俊之・吉田"Pin²"理恵、Produced & Arranged by Alan Hewitt
シングル「愛が見える 〜I Feel Your Love〜」のカップリング曲。
4. PERFECT INNOCENCE 〜小さな光〜
Produced & Arranged by Bill Meyers・Jimi Randolph
5. もうそろそろ
Produced & Arranged by Alan Hewitt
6. 幸せな日々
Produced & Arranged by Alan Hewitt・大事MANブラザーズバンド
後にシングル「最後の勇気」のカップリング曲としてシングルカットされた。
7. 月になれ 空になれ
Produced & Arranged by Bill Meyers・Jimi Randolph
8. 雪
Produced & Arranged by Alan Hewitt
9. 大丈夫 All Right
Produced & Arranged by Alan Hewitt・大事MANブラザーズバンド
10. 愛が見える 〜I Feel Your Love〜
Produced by Maurice White、Arranged by Maurice White・Bill Meyers
13枚目のシングル。